# Letnia Uniwersjada 2001

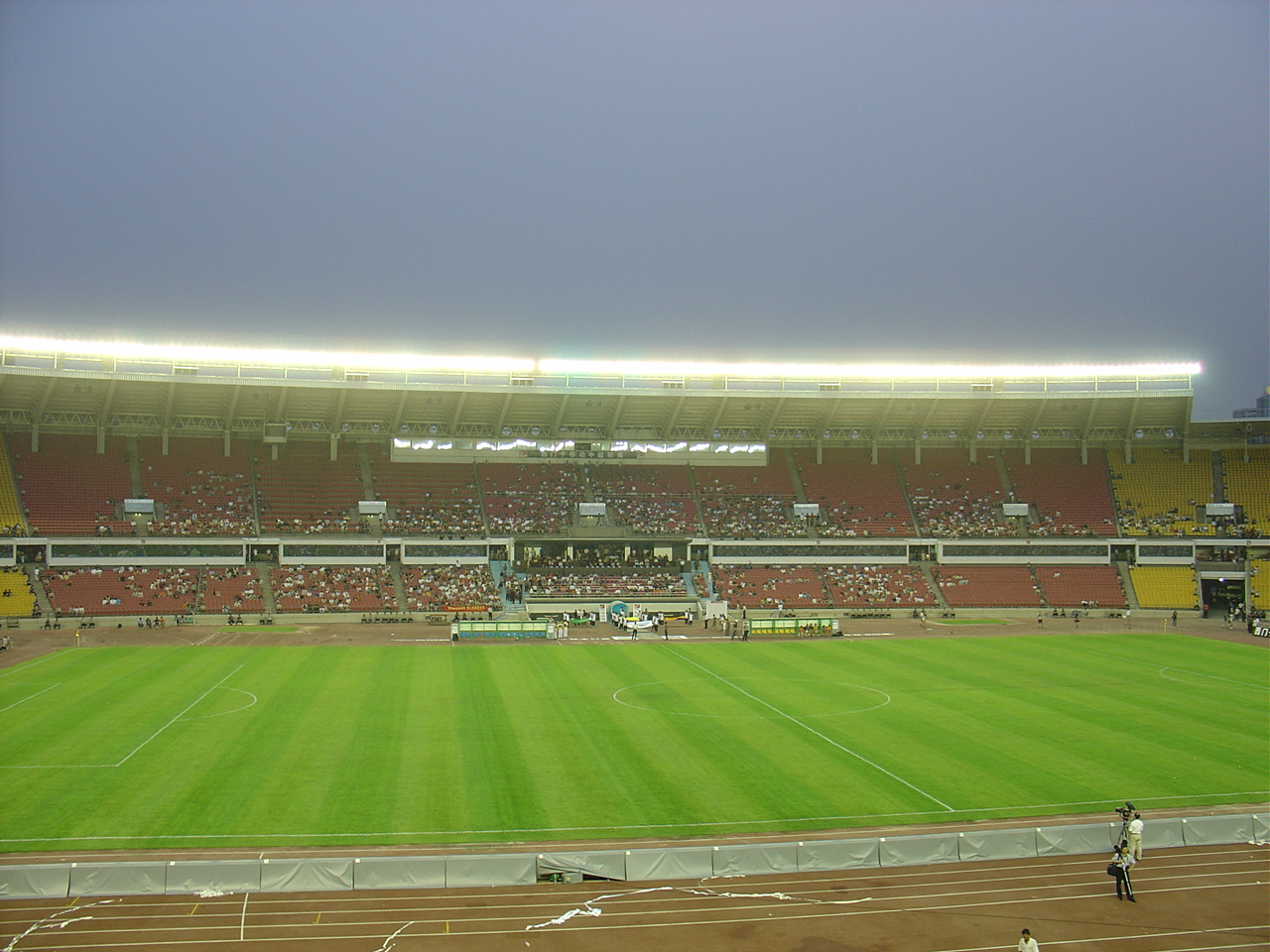
Stadion Robotników w Pekinie

21. Letnia Uniwersjada – międzynarodowe zawody sportowców-studentów, które odbyły się w stolicy Chin – Pekinie. Impreza została zorganizowana między 22 sierpnia, a 1 września 2001 roku. W uniwersjadzie wzięło udział 6757 zawodników ze 165 krajów. Zawodnicy rywalizowali w 12 dyscyplinach. Główną areną zawodów był Stadion Robotników. Otwarcia imprezy dokonał ówczesny przewodniczący ChRL Jiang Zemin.

## Dyscypliny

### Sporty obowiązkowe
| - Gimnastyka sportowa (14) - Gimnastyka artystyczna (8) - Koszykówka (2) - Lekkoatletyka (46) | - Piłka nożna (2) - Piłka wodna (2) - Pływanie (40) - Siatkówka (2) | - Szermierka (12) - Tenis (7) - Skoki do wody (12) |

### Sporty wymienne
| - Judo (18) - Tenis stołowy (7) |

## Polskie medale
Reprezentanci Polski zdobyli w sumie 8 medali. Wynik ten dał polskiej drużynie 10. miejsce w klasyfikacji medalowej.

### Złoto
- Marcin Urbaś – lekkoatletyka, bieg na 200 m - 20,56
- Bartosz Kizierowski – pływanie, 50 m stylem dowolnym - 22,30
- Mariusz Siembida – pływanie, 50 m stylem grzbietowym - 25,79

### Srebro
- Jakub Czaja – lekkoatletyka, bieg na 3000 m z przeszkodami - 8:23,00
- Małgorzata Pskit – lekkoatletyka, bieg na 400 m przez płotki - 55,27
- Bartosz Kizierowski – pływanie, 100 m stylem dowolnym - 49,65
- Joanna Skowrońska – gimnastyka sportowa, skok - 9037 pkt.

### Brąz
- Katarzyna Żakowicz – lekkoatletyka, pchnięcie kulą - 18,31